# Демидовка (Ростовская область)
Демидовка — хутор в Матвеево-Курганском районе Ростовской области.
Входит в состав Алексеевского сельского поселения.

## География

### Улицы
- ул. Огородная,
- ул. Подгорная.

## Население
| 2010 |
| ---- |
| 141  |